# Silene dianthoides
Silene dianthoides är en nejlikväxtart som beskrevs av Christiaan Hendrik Persoon. Silene dianthoides ingår i släktet glimmar, och familjen nejlikväxter. Inga underarter finns listade i Catalogue of Life.